# Squatina guggenheim
Squatina guggenheim — акула з роду Акула-ангел родини Акулоангелові. Інші назви «акула-янгол Гуггенгайма», «кутова акула-янгол».

## Опис
Загальна довжина досягає 1,29 м, зазвичай — 90 см. Голова доволі велика, масивна. Морда округла з невеличкими вусиками з циліндричною основою. На морді, навколо очей і бризкалець є групи шипів. Очі маленькі, на верхній частині голови. За ними розташовані великі бризкальця. Рот широкий, міститься у передній частині морди. Зуби дрібні, гострі, розташовані у декілька рядків. У неї 5 пар зябрових щілин. Тулуб сильно сплющено. Грудні плавці великі, широкі, трикутної форми. Має 2 спинних плавця, що знаходяться у хвостовій частині. У самців на кінчиках грудних плавців є невеличкі ділянки з шипами, якими він тримає самицю під час парування. Черевні плавці менше за грудні, знаходяться неподалік від них. Анальний плавець відсутній. Хвостовий плавець невеликий, нижня лопать його довша за верхню.
Забарвлення спини піщаного (світло-коричневого) кольору зі слабко вираженими темно-жовтими плямами і світлими лініями. Черево має майже білий колір.

## Спосіб життя
Тримається на глибинах від 4 до 265 м, зазвичай до 100 м, на континентальному шельфі. Воліє до піщаних і мулисто-піщаних ґрунтів, куди заривається чатуючи на здобич. Живиться ракоподібними, головоногими молюсками, дрібною костистою рибою.
Статева зрілість на стає при розмірі 1,1 м. Це яйцеживородна акула. Вагітність триває 10-12 місяців. Породілля відбувається у листопаді-грудні. Самиця народжує від 2 до 8 акуленят, зазвичай 4.
Здатна травмувати людини у випадку сильного роздратування.

## Розповсюдження
Мешкає від південного узбережжя Бразилії до півночі Аргентини.